# Luxemburgo en los Juegos Olímpicos de Lillehammer 1994
Luxemburgo estuvo representado en los Juegos Olímpicos de Lillehammer 1994 por un deportista que compitió en esquí alpino.  
El portador de la bandera en la ceremonia de apertura fue el directivo deportivo Georges Diderich. El equipo olímpico luxemburgués no obtuvo ninguna medalla en estos Juegos.